# La serva padrona
Personnages
- Uberto (basse bouffe)
- Serpina, sa servante (soprano)
- Vespone, son serviteur  (acteur muet)

La serva padrona (La Servante maîtresse) est un intermezzo en deux parties de Giovanni Battista Pergolesi, sur un livret de Gennaro Antonio Federico, inspiré par une comédie de Jacopo Angello Nelli, créé au Teatro San Bartolomeo à Naples, le 28 août 1733. Sa représentation à l'Opéra de Paris en 1752, déclenche la querelle des Bouffons.

## Historique
L'ouvrage est créé le 28 août 1733 au Teatro San Bartolomeo à Naples dans une représentation comprenant son opéra seria Il prigionier superbo en trois actes et l'intermezzo La serva padrona, en deux actes d'une vingtaine de minutes chacun, au cours des deux entractes.

### Postérité
Après la mort du compositeur qui survient en 1736 à l'âge de 26 ans, La serva padrona représenté en France en 1752 déclenche la querelle parisienne des Bouffons, qui bouleverse son paysage intellectuel. Avec son Stabat Mater, l'intermezzo assure la gloire du compositeur au travers de l'Europe, reconnu pour la qualité de sa mélodie.

## Description
La serva padrona est un petit ouvrage dont l'instrumentation est composée de deux violons, un alto et une basse continue, sans instrument à vent.

### Personnages
| Rôle                   | Voix         | Création           |
| ---------------------- | ------------ | ------------------ |
| Uberto, un homme âgé   | basse bouffe | Gioacchino Corrado |
| Serpina, sa servante   | soprano      | Laura Monti        |
| Vespone, son serviteur | acteur muet  |                    |

### Intrigue

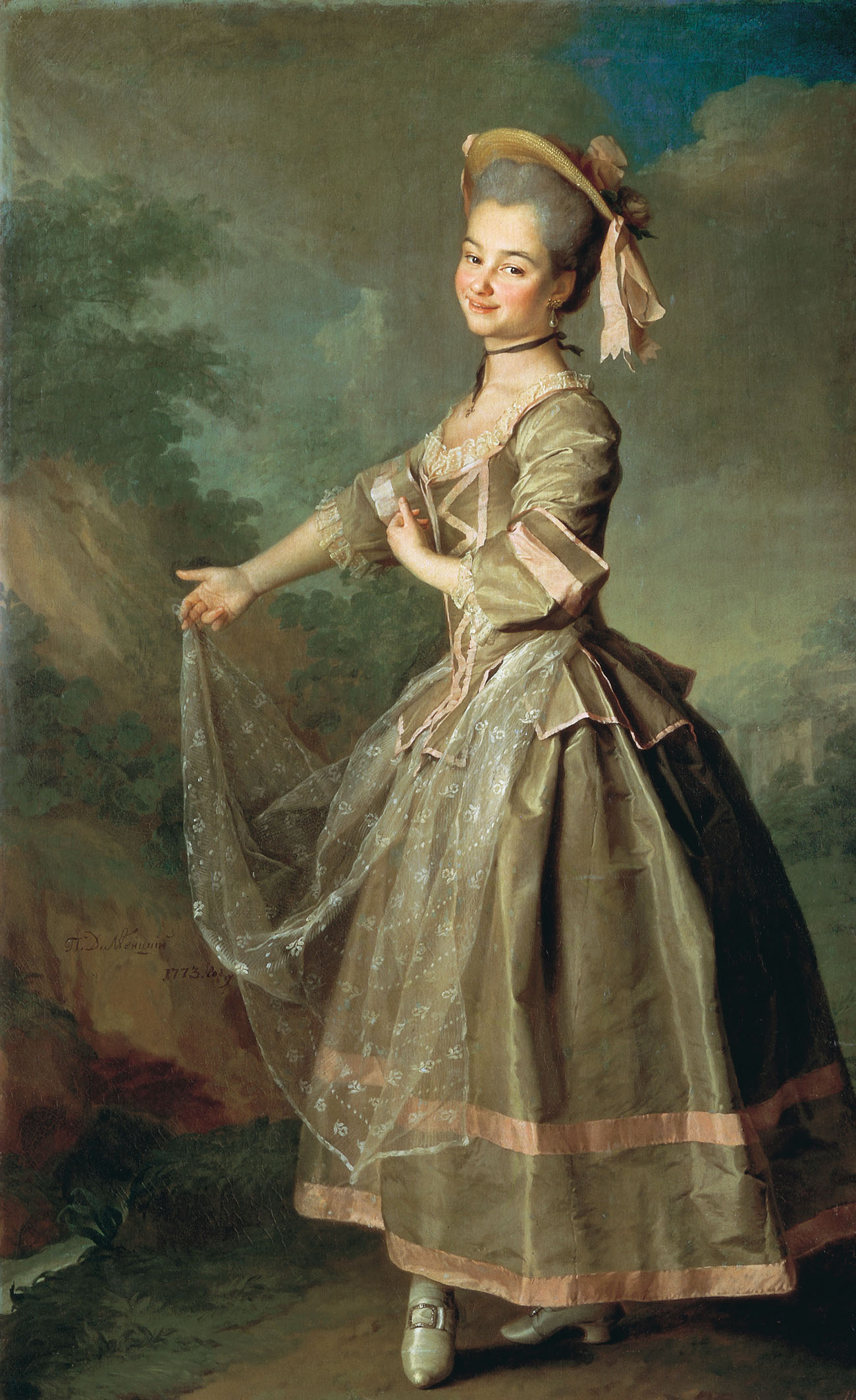
Catherine Nelidova dans le rôle de Serpina (par Dmitri Levitski, 1773)

Serpina (soprano) est la servante d'Uberto (basse). Elle a réussi à se faire épouser par ce dernier en prétendant le quitter pour un soldat aventurier qui est nul autre que le serviteur Vespone (rôle muet) déguisé.

## Enregistrements
- 1959 et 1965 : Virginia Zeani face à son mari Nicola Rossi-Lemeni ; Enregistré deux fois par l'Orchestre symphonique de la radio de Hambourg, dir. George Singer et le Vienna Pro Musica Orchestra, dir. Charles Adler (CMS Records / coll. « Grand Musiciens » LP Fabbri & Partners) (OCLC 17808503 et 11763183)
- 1960 : Renata Scotto et Sesto Bruscantini ; I Virtuosi di Roma, dir. Renato Fasano (Milan 1960, Ricordi/BMG Classics) (OCLC 828894133)
- 1965 : Mariella Adani et Leonardi Monreale, Pomeriggi Musicali del Teatro Nuovo di Milano, dir. Ettore Gracis (LP Club français du disque/Nonesuch H-71043) (OCLC 2853630)
- 1962 : Anna Moffo (Serpina), Paolo Montarsolo (Uberto), Orchestra Filarmonica di Roma, Franco Ferrara. (Bande sonore d'une production télévisée)
- 1969 : Maddalena Bonifacio et Siegmund Nimsgern ; Collegium Aureum (1969, Deutsche Harmonia Mundi 82876 683572) (OCLC 658944084)
- 1973 : Carmen Bustamante et Renato Capecchi ; English Chamber Orchestra, dir. Antoni Ros-Marbà (Ensayo ENY-CD-3425 / Amadeus 81) (OCLC 973705492 et 807591945)
- 1989 : Julianne Baird et John Ostendorf (juillet 1989, Omega Record Classics) (OCLC 25184459)
- 1995: Isabelle Poulenard, Philippe Cantor, Gilbert Bezzina ( Pierre Verany)
- 1996 : Patricia Biccire et Donato Di Stefano, La Petite Bande, dir. Sigiswald Kuijken (Accent ACC 96123 D)

## Sources
- Guide de l'opéra, Roland Mancini & Jean-Jacques Rouveroux, Fayard, 1986.